# St. Peter und Paul (Peterskirchen)

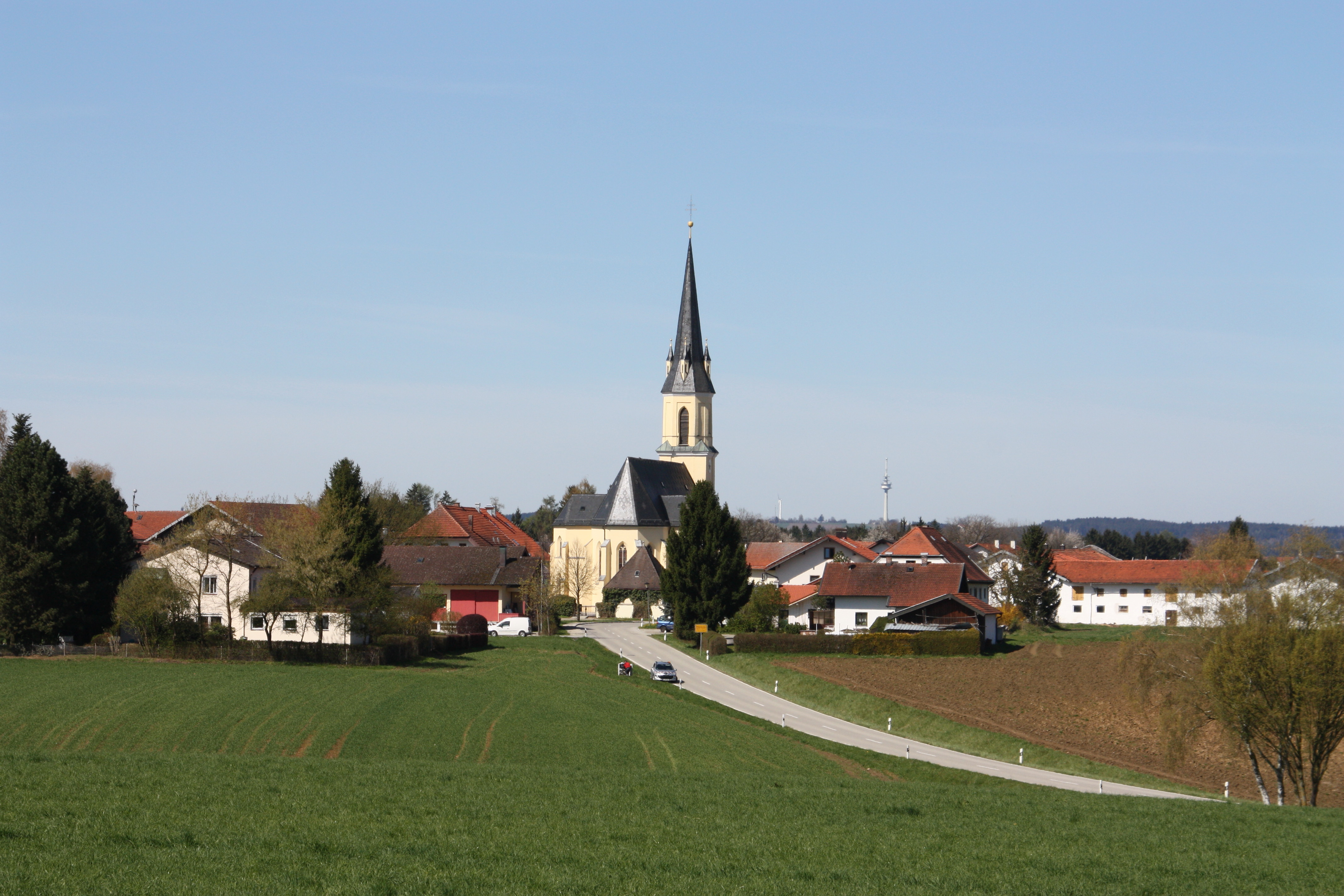
St. Peter und Paul in Peterskirchen

Die römisch-katholische Pfarrkirche St. Peter und Paul steht in Peterskirchen, einem Gemeindeteil von Tacherting im oberbayerischen Landkreis Traunstein. Sie ist in der Liste der Baudenkmäler in Tacherting unter der Nr. D-1-89-149-37 eingetragen. Die Kirche gehört zum Dekanat Traunstein im Erzbistum München und Freising. Kirchenpatrone sind die Apostel Petrus und Paulus.

## Beschreibung
Die spätgotische Saalkirche wurde im letzten Viertel des 15. Jahrhunderts erbaut. Sie besteht aus dem Langhaus und dem eingezogenen, dreiseitig geschlossenen Chor im Osten, der 1886 auf fünf Joche verlängert wurde. Chor und Langhaus der Kirche sind mit Kreuzrippengewölben überspannt. An beiden Seiten des Chors wurden Anbauten angefügt, die umlaufend von Strebepfeilern gestützt werden. Der Turm auf quadratischem Grundriss und mit spitzem Helm steht im Westen. Das oberste quadratische Geschoss enthält die Turmuhr, das darauf sitzende achteckige den Glockenstuhl mit vier Glocken. 
Die neugotische Kirchenausstattung ist fast vollständig erhalten. Das zentrale Relief des geschnitzten und teilweise vergoldeten gotischen Hochaltars wird von den Skulpturen des Simon Petrus und des Paulus von Tarsus flankiert.